# ترازوج
ترازوج از روستاهای دهستان خانندبیل غربی در بخش مرکزی شهرستان خلخال است 

## جمعیت
جمعیت آبادی درسرشماری سال ۱۳۹۰  به ۴۵ خانوار با ۱۸۰ نفر می‌رسد.